# Exército do Ar e do Espaço (França)

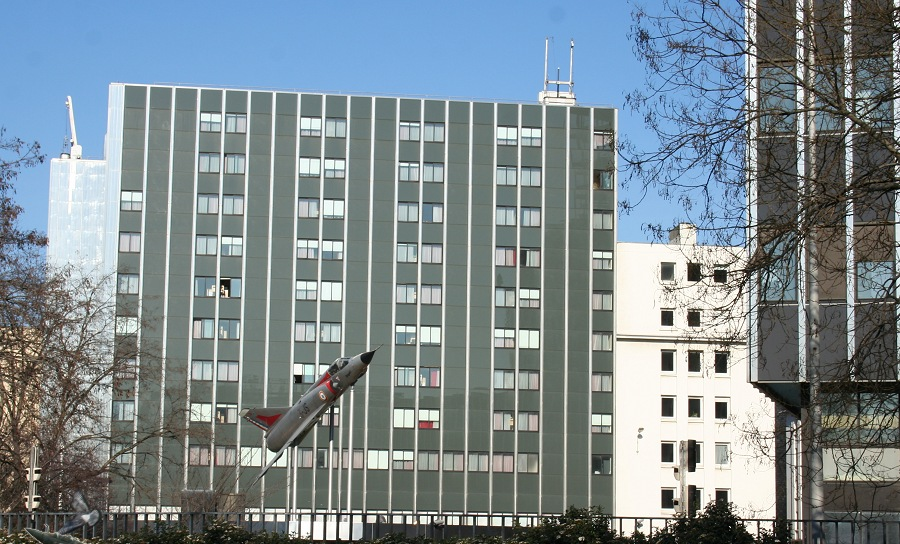
BA117 Paris, sede da Força Aérea Francesa

A Força Aerospacial da França (em francês: Armée de l'air et de l'espace, literalmente Exército do Ar e do Espaço) é o ramo aéreo e espacial das Forças Armadas da França. Foi criada em 1909 como o Service Aéronautique, um componente do Exército Francês, e em seguida tornou-se um ramo independente, em 1933. A Força Aérea da França opera 780 aeronaves, tornando-se a quarta maior força aérea em termos de aeronaves na OTAN, e a segunda maior na União Europeia após a Royal Air Force do Reino Unido.

## História

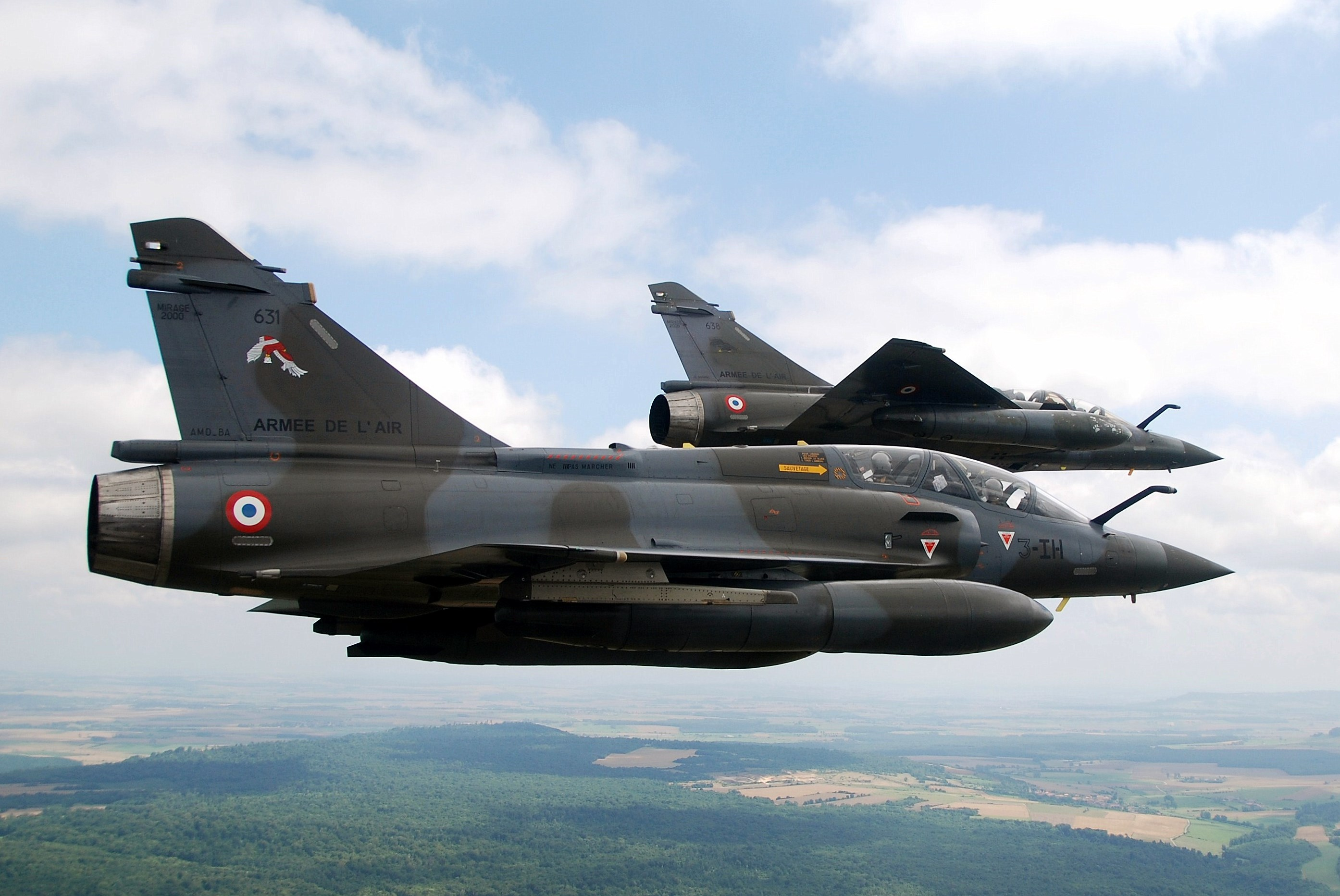
Dois M200D franceses.

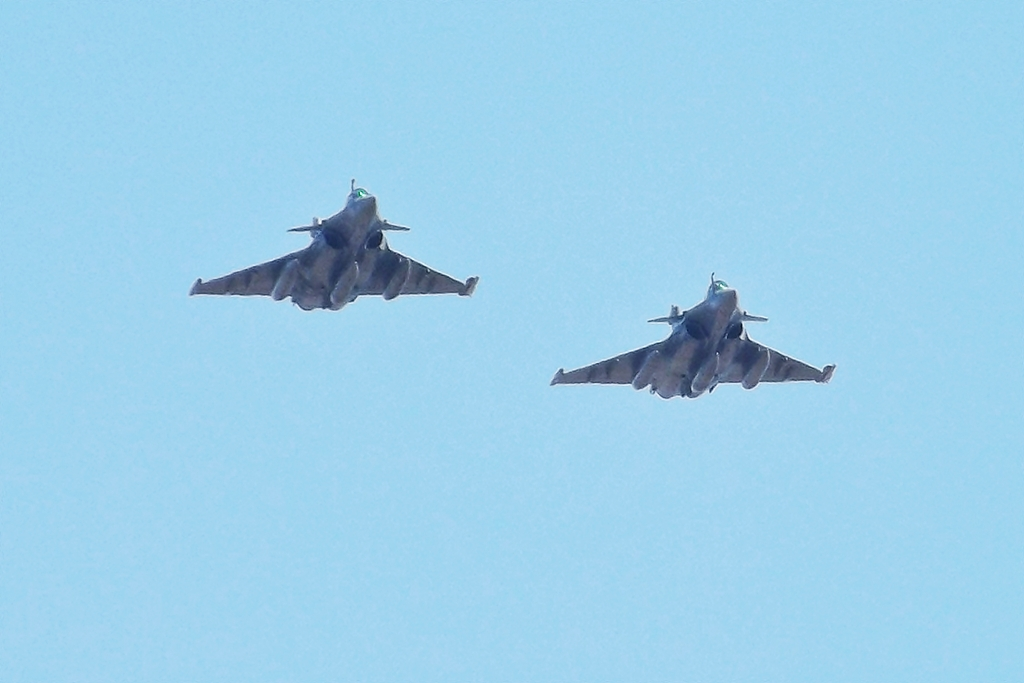
Rafales franceses

O Armée de l'air et de l'espace é amplamente considerado como a força aérea mais antiga do mundo profissionalmente. Os franceses se interessaram ativamente no desenvolvimento da força aérea a partir de 1909 e tiveram os primeiros pilotos de caça da Primeira Guerra Mundial. Durante o período entreguerras, no entanto, particularmente na década de 1930, a qualidade caiu depois que a Luftwaffe esmagou os franceses durante a Batalha da França.
Na era pós-Segunda Guerra Mundial, os franceses fizeram um esforço, bem sucedido, para desenvolver uma indústria aeronáutica nacional. A Dassault Aviation abriu o caminho com os projetos "asa-delta", que formaram a base para a série de caças Mirage. O Mirage demonstrou suas habilidades na Guerra dos Seis Dias e na Guerra do Golfo, tornando-se um dos caças mais populares de sua época, com uma grande quantidade de vendas. A Força Aérea Francesa participou de várias longas guerras coloniais na África e na Indochina após a Segunda Guerra Mundial, e continua a empregar o seu poder aéreo em missões de paz na África. Durante a década de 1960, a França adotou uma política de armamentos nucleares, para dissuadir agressões Soviéticas. O Dassault Mirage IV, o principal bombardeiro estratégico francês, foi concebido para atacar posições soviéticas como parte da tríade nuclear francesa.
Atualmente, a Força Aérea Francesa está em expansão e substituição do seu inventário de aeronaves. Os franceses estão aguardando o avião de transporte militar Airbus A400M, que ainda está em fase de desenvolvimento, e a integração do novo caça multi-missão Dassault Rafale, cujo primeiro esquadrão de 20 aeronaves tornou-se operacional em 2006, em Saint-Dizier.
Em julho de 2019, o  presidente Emmanuel Macron anunciou que queria renomeá-lo como "Exército do Ar e Espacial" e criar dentro dele um Grande Comando do Espaço. Este novo nome é apresentado pela Ministra da Defesa, Florence Parly, em 24 de julho de 2020 em Salon-de-Provence. A mudança de nome oficial entrou em vigor em 11 de setembro de 2020.

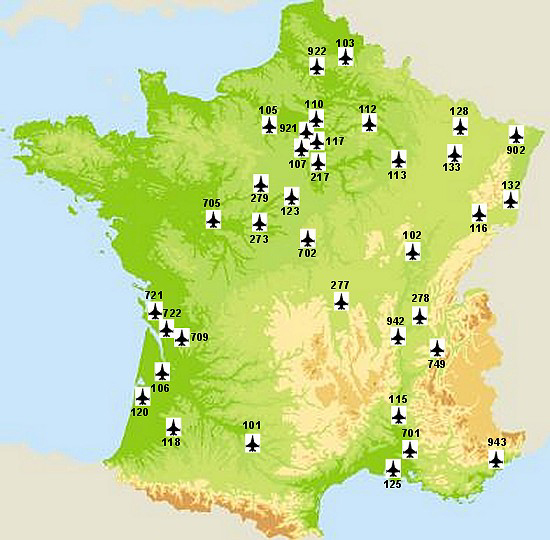
Bases da força aérea francesa na França metropolitana.

## Geral
A organização do ALA é baseada no total controle das operações aéreas e na flexibilidade de execução, ambos na paz ou na guerra.

## Equipamentos
A Força Aérea Francesa reduziu o número de suas aeronaves para 700 até 2015 para 300 aeronaves de caça, 100 aeronaves de transporte, 80 helicópteros e 200 aeronaves de treinamento. Isso envolveu uma regeneração da frota de aeronaves, incluindo a introdução do Rafale e do A400M Atlas. Uma série de sistemas não tripulados para reconhecimento e uso de armas (Veículo Aéreo Não Tripulado / Veículo Aéreo de Combate Não Tripulado) também foram adicionados.

### Aeronaves
As aeronaves da Força Aerospacial Francesa incluem o Dassault Rafale, que é usado como substituto da aeronave do tipo  Jaguar,  Mirage F1 e alguns  Mirage 2000 estão atualmente se esgotando. O Jaguar e o Mirage F1 já estão aposentados. O Mirage 2000 será reduzido e uma aeronave sucessora será construída para sua aposentadoria completa. Um  UAV com amplas capacidades ar-solo provavelmente será o sucessor. Os bombardeiros  Rafale estão planejados para um possível uso de armas nucleares.
| Aeronave                                    | Foto      | Origem             | Tarefa                                         | Versão                          | Quantidade | Observações                                                                                                   |
| Aviões de combate                           |           |                    |                                                |                                 |            | |
| Dassault Rafale                             |           | França             | Caça multiuso                                  | CB                              | 50 52      | |
| Dassault Mirage 2000C/B/5 F                 |           | França             | Avião de caça                                  | 5FCB                            | 22126      | Mirage 2000C, será substituído até 2020 pelo Dassault Rafale.                                                 |
| Dassault Mirage 2000D                       |           | França             | Caça-bombardeiro                               | D                               | 61         | |
| Guerra Eletrônica & Alerta Aéreo Antecipado |           |                    |                                                |                                 |            | |
| Boeing E-3 Sentry                           |           | Estados Unidos     | AEW&C                                          | F                               | 4          | |
| Transall C-160 Gabriel                      |           | França             | SIGINT                                         | G                               | 2          | ELINT |
| Reabastecimento e transporte                |           |                    |                                                |                                 |            | |
| Boeing KC-135                               |           | Estados Unidos     | Reabastecedor                                  | FR                              | 14         | Será substituído pelo Airbus A330 MRTT.                                                                       |
| Airbus A400M                                |           | União Europeia     | Transporte                                     |                                 | 17         | 50 encomendados                                                                                               |
| Transall C-160                              |           | França/ · Alemanha | Transporte tático médio                        | R                               | 31         | Será substituído pelo Airbus A400M.                                                                           |
| Lockheed C-130 Hercules                     |           | Estados Unidos     | Transporte tático médio                        | C-130HC-130H-30C-130J-30KC-130J | 72         | a versão H será substituida pelo Airbus A400M, dois C / KC-130J foram encomendados devido a atrasos no A400M. |
| CASA CN-235                                 |           | Espanha            | Transporte tático leve                         | 200300                          | 189        | |
| Aviões de passageiros e transporte geral    |           |                    |                                                |                                 |            | |
| Airbus A340                                 |           | França             | Transporte estratégico de cargas e passageiros | 200                             | 2          | Será substituído pelo Airbus A330 MRTT.                                                                       |
| Airbus A310                                 |           | França             | Transporte estratégico de cargas e passageiros | 300                             | 3          | Será substituído pelo Airbus A330 MRTT.                                                                       |
| Airbus A330                                 |           | França             | Aeronave de transporte de passageiros (VIP)    | 223                             | 1          | Aeronave presidencial                                                                                         |
| Dassault Falcon 7X                          |           | França             | Aeronave de transporte de passageiros (VIP)    |                                 | 2          | |
| Falcon 2000                                 |           | França             | Aeronave de transporte de passageiros (VIP)    | LX                              | 2          | |
| Dassault Falcon 900                         |           | França             | Aeronave de transporte de passageiros (VIP)    |                                 | 2          | |
| Socata TBM 700                              |           | França             | Aeronave de ligação                            | A                               | 15         | |
| DHC-6 Twin Otter                            |           | Canadá             | Aeronave de ligação                            | 300                             | 5          | |
| Aeronaves de Instrução                      |           |                    |                                                |                                 |            | |
| Alpha-Jet                                   |           | França             | Treinador avançado                             | E                               | 67         | |
| Embraer EMB 121 Xingu                       |           | Brasil             | Aeronave de instrução                          | AAAN                            | 23         | |
| Jodel D-140                                 |           | França             | Aeronave de instrução                          | R                               | 17         | |
| Pilatus PC-21                               |           | Suíça              | Aeronave de instrução                          |                                 | 17         | |
| Socata TB 30                                |           | França             | Aeronave de instrução                          |                                 | 33         | |
| Diamond HK36                                |           | Áustria            | Aeronave de instrução                          |                                 | 5          | |
| Aeronaves de demonstração                   |           |                    |                                                |                                 |            | |
| Alpha-Jet                                   |           | França             | Voo de demonstração                            |                                 | 12         | Patrouille de France                                                                                          |
| Walter Extra 300                            |           | Alemanha           | Voo de demonstração                            | LP/SC                           | 3          | |
| Helicópteros                                |           |                    |                                                |                                 |            | |
| Eurocopter EC725 Caracal                    |           | França             | Busca e salvamento                             | RESCO                           | 10         | |
| Eurocopter AS532 Cougar                     |           | França             | Busca e salvamento                             | (AS 332 M1 – AS 532 UL)         | 10         | |
| Aérospatiale SA-330 Puma                    |           | França             | Helicóptero de Transporte                      | BA                              | 20         | |
| Eurocopter AS555 Fennec                     |           | França             | Helicópteros de Emprego Geral                  | ANUN                            | 40         | |
| UAVs                                        |           |                    |                                                |                                 |            | |
| EADS Harfang                                |           | Israel · França    | Reconhecimento                                 |                                 | 4          | |
| General Atomics MQ-9 Reaper                 | rahmenlos | Estados Unidos     | Reconhecimento                                 |                                 | 3          | 12 encomendados.                                                                                              |

## Fotos

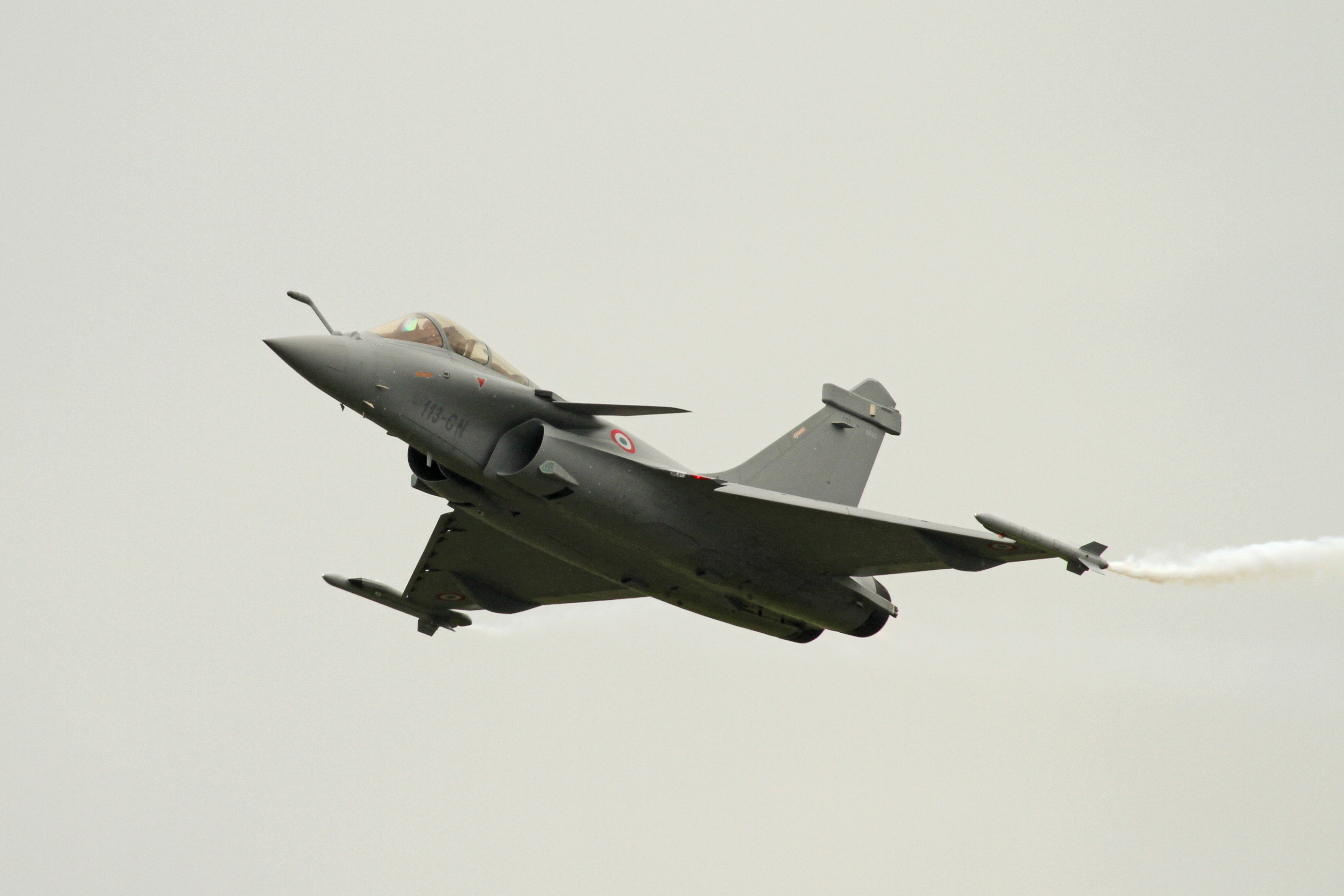
Um Rafale, o principal caça multi-função da força aérea do país.
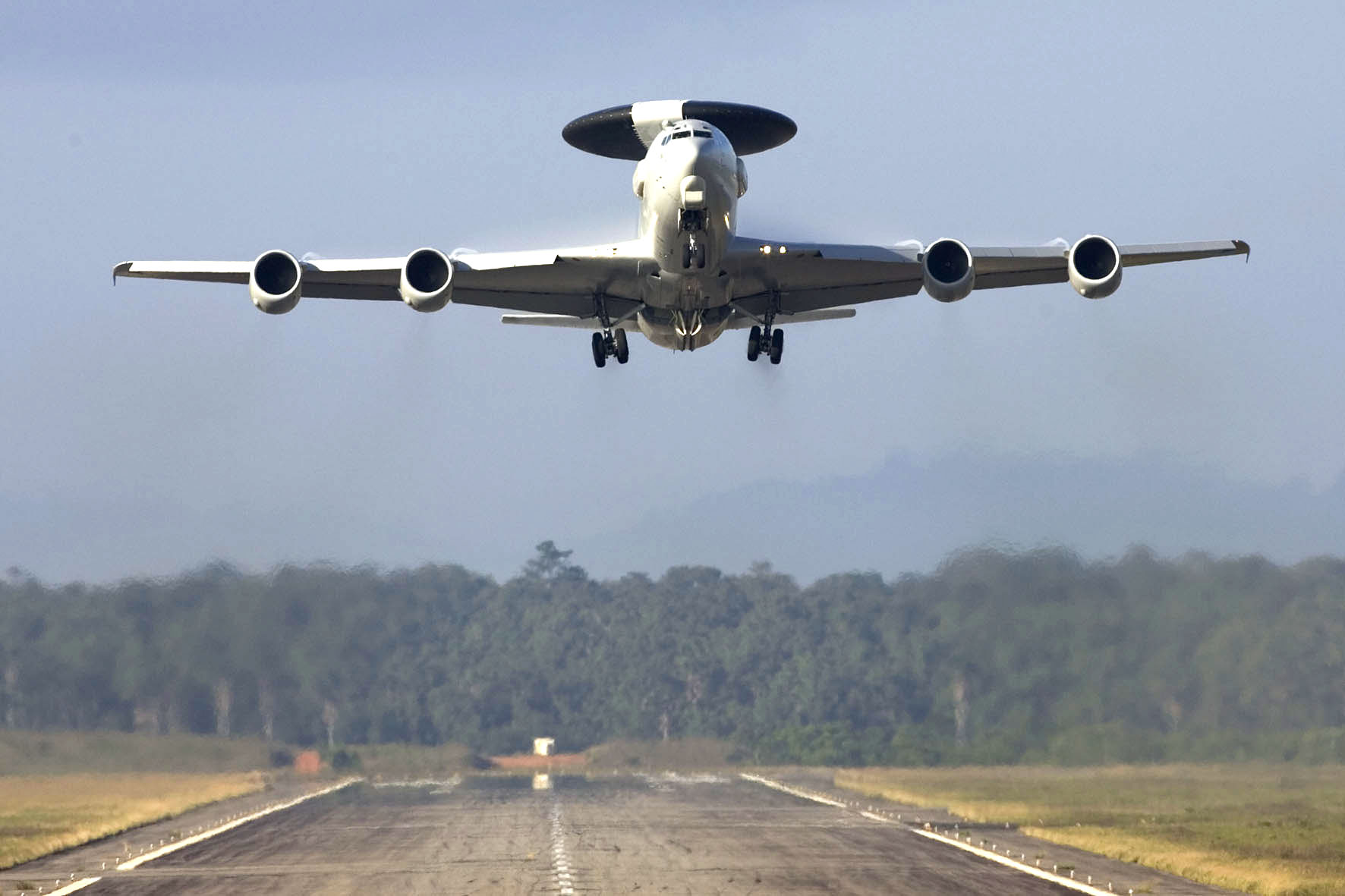
Um E-3 da Força Aérea Francesa.
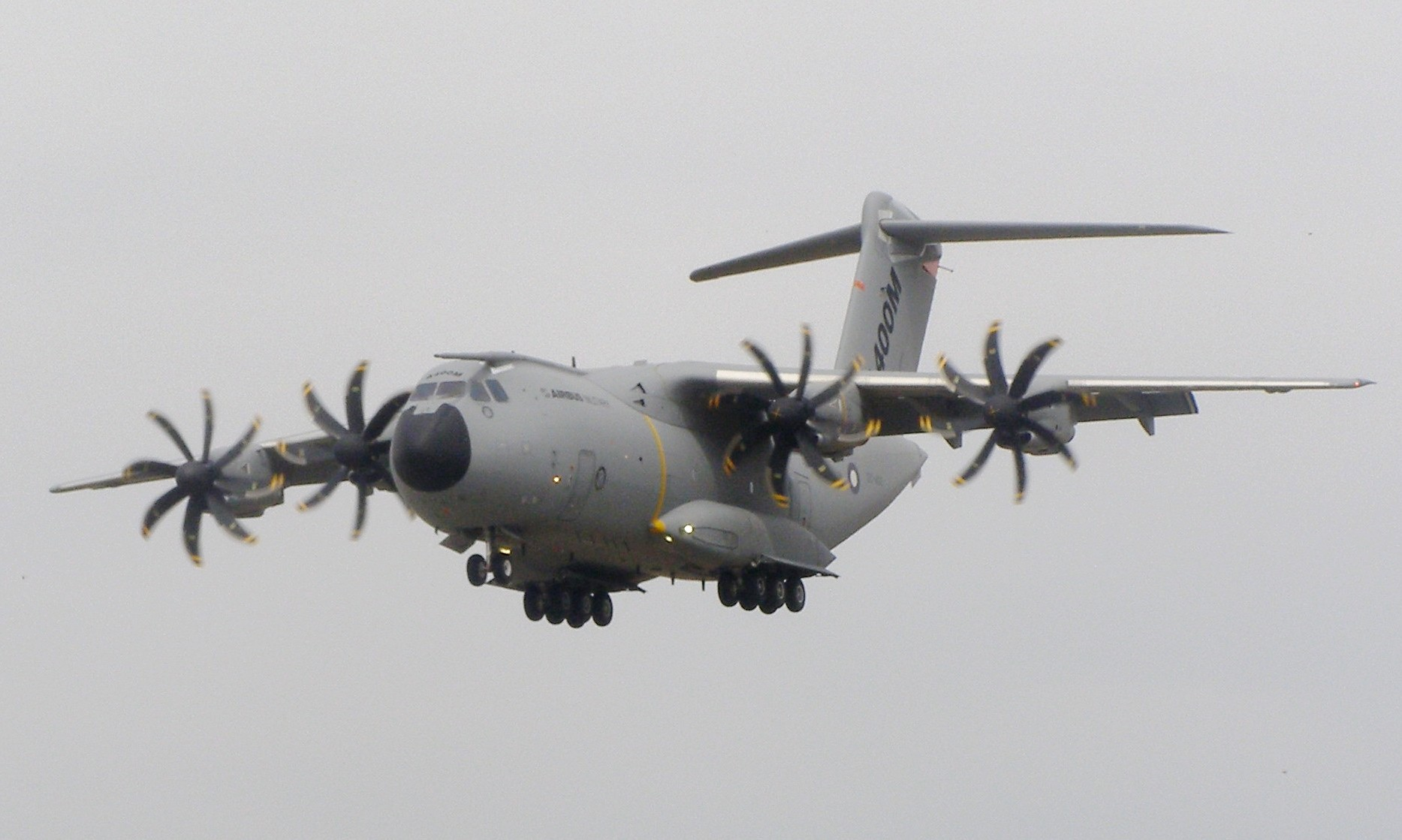
Um A400M francês.
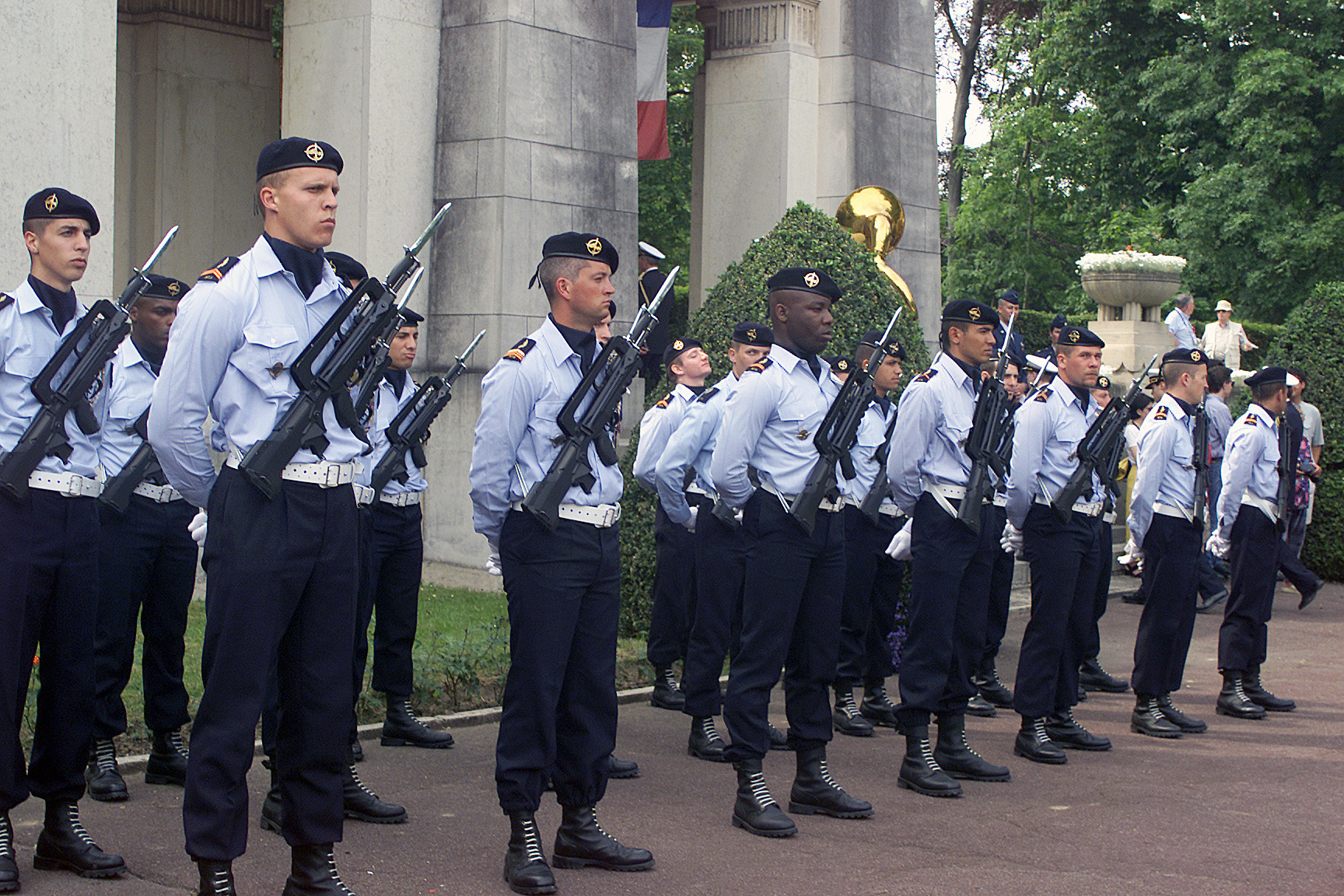
Soldados da infantaria da força aérea.